# Jerry Lewis (politiker)
Charles Jeremy "Jerry" Lewis, född 21 oktober 1934 i Seattle, Washington, död 15 juli 2021 i Redlands, Kalifornien, var en amerikansk republikansk politiker.
Lewis var ledamot av USA:s representanthus 1979–2013.
Lewis gick i skola i San Bernardino High School i San Bernardino. Han utexaminerades 1956 från University of California, Los Angeles. Han var sedan verksam inom försäkringsbranschen. Han var ledamot av California State Assembly, underhuset i delstatens lagstiftande församling, 1969-1978.
Lewis blev invald i representanthuset i kongressvalet 1978. Han omvaldes femton gånger.